# Trancers
Trancers este un film american din 1985 regizat și produs de Charles Band. Scenariul este scris de  Danny Bilson și Paul De Meo. Rolurile principale au fost interpretate de actorii  Tim Thomerson, Helen Hunt și Michael Stefani. Este primul film dintr-o serie omonimă de  șase filme SF de acțiune: Trancers (1985) și continuările sale lansate direct-pe-video; Trancers II (1991), Trancers III (1992), Trancers 4: Jack of Swords (1994), Trancers 5: Sudden Deth (1994) și Trancers 6 (2002). O continuare considerată pierdută a fost restaurată digital în septembrie ca un film de cca. 20 de minute: Trancers: City of Lost Angels, aceasta are povestea stabilită între primele două filme și a fost lansat via fullmoonstreaming.com în septembrie 2013. Seria Trancers descrie o modalitate de călătorie în timp prin folosirea unui drog care  îi dă posibilitatea călătorului să preia controlul unui strămoș de-al său. 

## Prezentare
Jack Deth (Tim Thomerson) este un polițist din 2247 care îl urmărește pe Martin Whistler (Michael Stefani), un geniu criminal care folosește o putere psihică de a transforma oamenii în zombie aflați sub comanda sa.   Victimele sale sunt denumite Trancers. Jack Deth poate descoperi cine anume i-a căzut victimă lui Martin Whistler prin scanarea acestuia cu o brățară specială deoarece toți Trancers par a fi oameni normali la început înainte de a fi transformați la comandă în ucigași.
Chiar înainte de a fi prins de Jack Deth, Martin Whistler fuge înapoi în timp cu ajutorul drogului special. Acesta își părăsește corpul din anul 2247 și ajunge în 1985 unde pune stăpânire pe corpul unui strămoș: Weisling, un detectiv de poliție din Los Angeles.
După ce Deth își dă seama unde a ajuns Whistler, îi distruge corpul pentru ca acesta să rămână blocat în trecut, fără posibilitatea de a se întoarce în prezent, în 2247.  Deth folosește la rândul său el drogul și  ajunge înapoi în timp în corpul unuia dintre strămoșii săi; un jurnalist pe nume Phil Dethton, totul în scopul de a continua urmărirea lui Whistler.

## Distribuție
- Tim Thomerson -  Trooper Jack Deth/Phil Dethton
- Helen Hunt - Leena
- Michael Stefani - Martin Whistler/Police Detective Weisling
- Art LaFleur - McNulty (as Art La Fleur)
- Telma Hopkins - Engineer Ruth "Ruthie" Raines
- Richard Herd - Chairman Spencer
- Anne Seymour - Chairman Margaret Ashe
- Peter Schrum - Santa Clause
- Barbara Perry - Mrs. Santa Claus
- Biff Manard - Hap Ashby
- Richard Erdman - Drunken Wise Man
- Wiley Harker - Dapper Old Man
- Miguel Fernandes - Officer Lopez
- Alyson Croft - "Baby" McNulty